# Железопътна мрежа на Северна Македония
Железопътната мрежа на Република Северна Македония е със стандартно междурелсово разстояние от 1435 mm (стандартен европейски размер) и обща дължина от 925 km.
Единствената удвоена и електрифицирана (315 km) железопътна линия е Табановце – Гевгелия по паневропейски транспортен коридор 10. Средната скорост на движение на влаковете е 80 km/h (максимална 100 km/h), а по железопътната линия Скопие – Кичево е ограничена до 60 km/h (на един участък и до 70 km/h).
Историята на изграждането на железопътната мрежа на територията на съвременна Република Македония започва по времето на Османската империя с откриването на железопътната линия Скопие – Солун на 9 август 1873 г. По-късно тази линия е продължена на север от Скопие към Косово до Косовска Митровица, както и към Враня, откъдето се правят връзки с Белград.
Основните железопътни линии в Република Македония са следните:
1. Скопие – Табановце (част от паневропейски транспортен коридор 10)
2. Куманово – Беляковци (в строеж към Гюешево, като част от паневропейски транспортен коридор 8 и за връзка с железопътната мрежа на България)
3. Скопие – Кичево (заявено е инвестиционно намерение за изграждането на участъка Кичево – Лин – 70 km дължина, и с отбивка до Охрид, на стойност 570 млн. евро. Този участък ще осъществи връзка с железопътната мрежа на Албания и ще финализира изграждането на железопътното трасе по паневропейски транспортен коридор 8)
4. Скопие – Прищина (Косово)
5. Скопие – Гевгелия (през Велес), като част от паневропейски транспортен коридор 10
6. Велес – Кременица (през Битоля), която железопътна линия прави връзка с железопътна мрежа на Гърция;
7. Отовица – Кочани
8. Бакърно Гумно (железопътна гара по линията Велес – Кременица) – Сопотница.

През Република Македония преминават два паневропейски транспортни коридора.